# Pogotowie Patriotów Polskich
Pogotowie Patriotów Polskich – polska organizacja nacjonalistyczna i antysemicka o charakterze tajnym założona przez Jana Pękosławskiego jesienią 1922. Stanowiła pierwszą polską organizację wzorowaną na partiach faszystowskich.

## Historia
Stowarzyszenie zajmowało się głównie inwigilacją działaczy komunistycznych i żydowskich. Pionem wojskowym dowodził Witold Gorczyński. Organizacja liczyła około 800 członków, głównie z Warszawy. Organizacja oparta była na dyscyplinie wojskowej i zasadzie nominacji. Od jej członków wymagano bezwzględnego posłuszeństwa. Konspiracyjny charakter Pogotowia podkreślały rytuały odbywające się w podziemiach warszawskich kościołów. Działalność PPP śledziła komisja sejmowa do spraw tajnych organizacji, w skład której wchodzili m.in. Stanisław Kozicki i Adam Pragier. Ustalono m.in., że spotkania członków odbywały się w podziemiach kościoła oo. kapucynów, a wstępujący składali przysięgę na krzyż, który m.in. miał przed egzekucją ucałować Eligiusz Niewiadomski. 
W nocy z 11 na 12 stycznia 1924 członkowie PPP zostali aresztowani, ich proces odbył się dwa lata później. Działalność organizacji nie była całkowitą tajemnicą, wiedziała o niej część drugiego rządu Władysława Grabskiego.
Po likwidacji PPP działacze zaczęli skupiać się w drobnych organizacjach pod patronatem zakonspirowanego, powstałego w 1921 Zakonu Rycerzy Prawa. W 1924 powstała Wojskowa Organizacja Faszystów Polskich (WOFP) przemianowana w kwietniu 1925 na Polską Organizację Faszystowską (POF).